# 大埃阿斯
大埃阿斯 (羅馬化：Aías)，希臘神话人物，忒拉蒙之子。特洛伊战争中，希臘軍的英雄之一，作战勇猛，但有勇无谋。
《伊利亚特》中记述，在阿基里斯因愤怒而休战的时候，他與特洛伊第一英雄赫克托耳決鬥。两人互掷标枪，大埃阿斯使用的是包有七层牛皮的青銅盾牌，結果赫克托耳的長矛刺破其中六層；而大埃阿斯的长矛則穿透了赫克托耳的盾牌。兩人纏鬥到日落，最後握手言和並交換隨身物示友好。
阿基里斯死後，他成为希臘军中最强的英雄，但头脑却不及奥德修斯，在争夺阿基里斯甲胄的继承权中落败。大埃阿斯在愤怒中发狂，最终拔劍自殺。